# Car (langue)
Pour les articles homonymes, voir car.
Le car, ou pū, est une langue parlée dans les îles Nicobar en Inde, au sud du golfe du Bengale. Ses locuteurs, les Car, sont au nombre de 30 000 (1997) et habitent l'île de Car Nicobar. Ils sont classés comme « Scheduled Tribe » par le gouvernement indien.

## Classification
Le car appartient au rameau nicobar de la branche môn-khmer des langues austroasiatiques.

## Écriture
Le car est écrit avec l’alphabet latin.
| a | ā | ch | e | ē | ĕ | ë | f | h | i | ī | k | k | l | m | n | ng | ny | ṅ | o | ò | ô | ō | ö | öö | p | r | ṛ | s | t | u | ū | v | y |